# 朱彦夫
朱彦夫（1933年7月—），男，汉族，山东沂源人，中华人民共和国特等伤残军人，山东省沂源县西里镇张家泉村原党支部书记，“人民楷模”国家荣誉称号获得者。

## 生平
1933年7月，朱彦夫出生在沂源县张家泉村一个贫穷的农民家庭。1947年，报名参加解放军，先后参加了淮海战役、渡江战役等战斗。1950年12月，朱彦夫参加抗美援朝战争。1957年，朱彦夫被推选为村党支部书记。1982年，辞去了村党支部书记职务。
2022年，入选感动中国2021年度十大人物名单。

## 成就
1960年，张家泉村缺水，朱彦夫带领张家泉村先后打了9口水井，同时，修建了1500米长的水渠。结束了张家泉村无水浇田的历史，1978年带领张家泉村结束了点油灯的历史。

## 著作
自传体小说《极限人生》、《男儿无愧》。